# Roland Juhász
Roland Juhász (Cegléd, 1 juli 1983) is een Hongaars voetballer die voor de Hongaarse ploeg Videoton FC uitkomt. Daarvoor was hij zeven seizoenen lang een vaste waarde in de defensie van RSC Anderlecht.

## Carrière

### RSC Anderlecht
Juhász speelde enkele seizoen geleden voor het Hongaarse MTK Boedapest. Voor het seizoen 2005/06 kwam de Hongaarse voetballer aan in RSC Anderlecht.
De Brusselse club had op dat moment wel al enkele verdedigers in dienst, maar de club vreesde die al gauw kwijt te raken aan grote en rijkere clubs in Europa. Juhasz belandde dus in eerste instantie op de bank, maar kreeg wegens de blessures van onder anderen Vincent Kompany toch veel speelkansen. In 2006 vertrokken Kompany en Hannu Tihinen naar het buitenland en dus verloor Juhasz twee concurrenten. Maar RSC Anderlecht had ondertussen al nieuwe verdedigers aangetrokken, namelijk de Argentijnse Nicolas Pareja en in de winter van 2006/07 werd ook de Pool Marcin Wasilewski aangetrokken.
Juhasz speelde tot dusver meer dan negentig interlands in het Hongaars voetbalelftal. Hij maakte zijn debuut op 25 april 2004 in het met 3–2 gewonnen oefenduel in Zalaegerszeg tegen Japan. Daarin scoorde hij één keer.
In november 2008 toonde onder andere PSV interesse in de verdediger, die toen ook al in de belangstelling van Fiorentina en Schalke 04 stond. Hij moest toen een bedrag van ongeveer 4 miljoen euro opleveren.
In de zomer van 2011 wilde het Schotse Celtic vier miljoen euro betalen voor Juhász, maar Anderlecht noemde de transfer van de Hongaarse international onbespreekbaar. In ruil voor zijn afgeketste transfer kreeg Juhasz de belofte dat hij in de zomer van 2012 mocht vertrekken voor het vastgestelde bedrag van 2 miljoen euro. Dnipro Dnipropetrovsk toonde interesse, maar Juhasz zag ook nu zijn transfer aan zijn neus voor bij gaan door een blessure. Het seizoen 2012/13 met trainer John van den Brom verloor Juhasz zijn basisplaats en kwam nog maar zelden in actie. Van den Brom zag in Juhász niet de offensieve verdediger die hij voor ogen had. Voor Anderlecht speelde hij 58 wedstrijden Europees, waarin hij zesmaal scoorde.

### Videoton
Daardoor werd Juhász in januari 2013 uitgeleend aan het Hongaarse Videoton FC. En met succes Juhász speelde negen competitiewedstrijden en maakte drie doelpunten. Videoton eindigde op de tweede plaats in de competitie; na afloop van het seizoen nam de club Juhász definitief over.

## Statistieken
| Seizoen | Club           | Competitie            | Competitie | Competitie |
| Seizoen | Club           | Competitie            | Wed.       | Dlp.       |
| ------- | -------------- | --------------------- | ---------- | ---------- |
| 1999/00 | MTK Boedapest  | Labdarúgó Liga        | 2          | 0          |
| 2000/01 | MTK Boedapest  | Labdarúgó Liga        | 7          | 2          |
| 2001/02 | MTK Boedapest  | Labdarúgó Liga        | 16         | 2          |
| 2001/02 | BKV Előre SC   | Nemzeti Bajnokság II  | 3          | 1          |
| 2002/03 | MTK Boedapest  | Labdarúgó Liga        | 22         | 5          |
| 2003/04 | MTK Boedapest  | Labdarúgó Liga        | 27         | 2          |
| 2004/05 | MTK Boedapest  | Labdarúgó Liga        | 29         | 1          |
| 2005/06 | MTK Boedapest  | Labdarúgó Liga        | 4          | 0          |
| 2005/06 | RSC Anderlecht | Eerste Klasse         | 11         | 0          |
| 2006/07 | RSC Anderlecht | Eerste Klasse         | 23         | 1          |
| 2007/08 | RSC Anderlecht | Eerste Klasse         | 31         | 0          |
| 2008/09 | RSC Anderlecht | Eerste Klasse         | 33         | 4          |
| 2009/10 | RSC Anderlecht | Eerste Klasse         | 37         | 6          |
| 2010/11 | RSC Anderlecht | Eerste Klasse         | 35         | 5          |
| 2011/12 | RSC Anderlecht | Eerste Klasse         | 25         | 4          |
| 2012/13 | RSC Anderlecht | Eerste Klasse         | 3          | 0          |
| 2012/13 | Videoton FC    | Magyar Labdarúgó Liga | 9          | 3          |
| 2013/14 | Videoton FC    | Magyar Labdarúgó Liga | 19         | 2          |
| 2014/15 | Videoton FC    | Magyar Labdarúgó Liga | 25         | 5          |
| 2015/16 | Videoton FC    | Magyar Labdarúgó Liga | 24         | 2          |
| Totaal  | Totaal         | Totaal                | 375        | 42         |

Bijgewerkt tot en met het seizoen 2015/16.

## Palmares
| Nationaal            |    |                        |
| Belgisch kampioen    | 4x | 2006, 2007, 2010, 2012 |
| Beker van België     | 1x | 2008                   |
| Belgische Supercup   | 4x | 2006, 2007, 2010, 2012 |
| Beker van Hongarije  | 1x | 2000                   |
| Individueel          |    |                        |
| Hongaarse Gouden Bal | 2x | 2009, 2011             |